# 휴먼 센티피드 3
《휴먼 센터피드 3》(영어: The Human Centipede 3 (Final Sequence))는 2015년 공개된 미국의 공포 영화로, 《휴먼 센터피드 2》의 속편이자 마지막 작품이다.

## 출연

### 주연
- 에릭 로버츠
- 브리 올슨
- 토미 타이니 리스터
- 로버트 라사르도

### 조연
- 톰 식스
- 로렌스 R. 하비
- 디에터 레이저
- 클레이턴 로너
- 제이 터베어